# مسافر چهارم
مسافر چهارم (اسپانیایی: El cuarto pasajero‎) که با نام چهارنفر زیاده (انگلیسی: Four's a Crowd) هم شناخته می‌شود، یک فیلم جاده‌ای کمدی رمانتیک اسپانیایی به کارگردانی آلکس د لا ایگلسیا است که در سال ۲۰۲۲ منتشر شد.

## گزیدهٔ بازیگران
- آلبرتو سان خوان[۳]
- بلانکا سوآرس[۳]
- ارنستو آلتریو[۴]
- روبن کورتادا[۴]
- کارلوس آرسس[۵]
- خائیمه اُردونیس[۶]
- انریکه بی‌ین[۶]